# 夢から醒めた夢
『夢から醒めた夢』（ゆめからさめたゆめ）は、赤川次郎の子供向け絵本。またそれを原作とし劇団四季により1987年に初演されたミュージカル作品。

## 概要
本作は赤川次郎が娘のために初めて書下ろし、角川書店から出版された子供向け絵本。続編に「ふまじめな天使」がある。

## あらすじ
9歳の女の子ピコは遊園地に行ったある日、お化け屋敷に迷い込み、同い年の幽霊の女の子、マコに頼まれて一日だけ入れ替わる。そしてこの世とあの世をいろいろ冒険して回ることになる。一日だけの約束なのに幽霊の女の子、マコのお母さんは彼女を手放そうとしない。「生」「死」「愛」「友情」などを描いたファンタジー作品。

## 書誌情報
- 夢から醒めた夢―冒険配達ノート（角川書店、1986年・角川文庫、1988年）

イラスト：北見隆
- ふまじめな天使―冒険配達ノート（角川書店、1997年・角川文庫、2000年） - 続編

イラスト：永田智子
- 夢から醒めた夢（角川つばさ文庫、2009年） - 「ふまじめな天使」も収録。

イラスト：椋本夏夜

## ミュージカル

### 概要 (ミュージカル)
当初はニッセイ名作劇場『夢からさめた夢』として製作された子供ミュージカルであったが、演出の一部及び振付の変更が行なわれ、1988年にファミリーミュージカル『夢から醒めた夢』となる。その後もリニューアルを重ね、現在は一般作品として扱われている。2000年の福岡公演より衣裳や美術も大幅に変更され、ロビー・パフォーマンスも誕生した。現在も断続的に繰り返し上演されている。2006年11月1日に通算公演回数が1000回に達した。
元は『ユタと不思議な仲間たち』と『ミュージカル李香蘭』の2作品と併せて「オリジナル三部作」と呼ばれていた。しかし、『―李香蘭』は『ミュージカル南十字星』初演に伴い2005年以後「昭和三部作」へ組み入れられたことにより、「オリジナル三部作」という枠組みはほとんど利用されていない。2006年公演から「劇団四季（の）オリジナルミュージカル」とキャプションされている。

### ストーリー
不思議な事が大好きで、好奇心旺盛な女の子「ピコ」は遊園地のお化け屋敷で、本物の幽霊の女の子「マコ」と出会う。交通事故で亡くなったマコは、一人で悲しみから抜け出せずにいる母親をなぐさめたいと思い、一日だけピコと入れ替わって欲しいと頼む。マコの願いを受け入れたピコはマコと入れ替わり、霊界空港へと旅立つ。
霊界空港では、「光の国」に旅立つための定期便ロケットを待つ人々と、そこで働く職員たちがいた。ただ、「光の国」に行けるのは、白いパスポートを持つ者のみ。生前に悪事を働いたり周りを不幸にしてきた人たちはグレーのパスポートを持ち、白いパスポートをもらえる恩赦の日が来るまでこの霊界空港でボランティアに励む。そんな中、ピコがマコから預かっていた白いパスポートがいつの間にか真っ黒になっていた。黒いパスポートを持った人々は地獄送りになってしまうため、ショックを受けたピコは気を失ってしまう。
ピコのパスポートをすり替えていたのはメソだった。他人の白いパスポートで光の国へ行こうとしていたところをロケット搭乗寸前に取り押さえられるメソ。他人のパスポートを盗んだ罪の重さで、本来メソの持っていたパスポートの色がグレーから黒に変わってしまっていたのだが、ピコの愛ある言動に心動かされたエンジェルとデビルの機転でメソは白いパスポートを拾ったことにされ、ピコはパスポートをなくしたということで新しいパスポートが発行されることになった。ところがマコの本名がわからない。職員総出で日本中の「マコ」から「赤川マコ」の名前を探し当て、白いパスポートを持ってようやくマコの元へ向かうピコ。
マコはお母さんとふたり公園で、マコは光の国へ旅立つこと、ずっとお母さんを見守っていくこと、だからもう悲しまないで欲しいことを話していた。そこへ現れたピコに、マコのお母さんはマコを連れて行かないで欲しいと懇願する。しかしここでマコと入れ替わらなければ今度はピコが死んでしまう。心の葛藤で揺れるピコ。マコは自分の気持ちを抑え、自分の母と同じ悲しみをピコの母に与えてはならないと説得し、ふたりは元に戻る。普通の人間に戻って生きている喜びを噛みしめるピコに、無事光の国へ辿り着き、輝く光となったマコやメソたちが降り注ぐのだった。

### キャラクター
ピコ
本作の主人公。好奇心旺盛で心優しい元気な女の子。お化けや、生前・死後の世界などにも興味がある。マコと入れ替わり霊界空港へ行く。
マコ
幼いときに父親をなくして以来、母親と姉妹のように楽しく過ごしていたが、突然交通事故で亡くなってしまう。悲しみに沈んだ母親を勇気付けたいと思い、自分と入れ替わってくれる人を探してさまよっていた。母親思いの優しい女の子。本名は、赤川マコ。
マコの母
マコを失い、悲しみにくれているお母さん。
メソ
以前は「大学受験に失敗した事を苦に自殺した男の子」という設定だったが、2007年7月7日に行われた福井公演からは「いじめを苦に自殺した男の子」と現代向けに改められた。「自分の命を粗末にした」という罪でグレーのパスポートを与えられ、恩赦の日を夢見て霊界空港で働いている。
デビル
霊界空港の新しく入った役人で、オネエ口調。性悪説の思想を唱えるが、反対に優しい面も持っている。口癖は「てめえのことばっかし考えやがって」。
エンジェル
デビルと同じく霊界空港の新人役人。デビルとは対照的に性善説の思想を持っている。口癖は「みんなが幸せになれたらいいな」。
部長
上演初期は「高度経済成長の波に乗りひたすら仕事に懸命で過労死した」という設定だったが、現在は日本の労働状況の変化などに伴い、「不景気でリストラに遭い力尽きて死んだ」という設定になっており、テーマ曲も全く違う歌となっている。仕事ばかりで家族を省みなかったせいで、グレーのパスポートを与えられ、霊界空港で働いている。暴走族やヤクザといつもつるんでいる。
暴走族
バイク事故で亡くなった。悪気はなかったが後ろに乗せていた彼女も殺してしまったため、グレーのパスポートを与えられ霊界空港で働いている。部長やヤクザといつもつるんでいる。
ヤクザ
他のヤクザと争って殺された。グレーのパスポートを与えられ霊界空港で働いている。情に篤く涙もろい一面をもつ。部長や暴走族とはいつもつるんでいる。
老人
医者だったが風邪をこじらせて亡くなる。死ぬ間際まで、自分の身よりも患者達の身を優先し、人の為に尽くしていた。白いパスポートを受け取ったが光の国へは行かず、妻が霊界空港に来るのを10年以上待ち続けている。
老婦人
夫を先に亡くしたおばあさん。旦那さんの13回忌を済ませて自分も亡くなり、霊界空港で再会する。
職員たち
霊界空港の職員たち。デビルとエンジェルの部下。
子供たち
さまざまな地域で戦争･紛争・飢餓・コレラなどで亡くなった罪なき子供たち。上演当初から殆ど変わっていない設定は、世界の情勢の進歩の無さを表している。皆、白いパスポートを受け取る。
夢の配達人
人々に“夢”を配って歩いている男。ピコ、そして観客を物語へ導く。

### スタッフ
- 原作：赤川次郎（角川文庫『夢から醒めた夢』）[1]
- 演出：浅利慶太
- 台本・作詞：浅利慶太、奈良和江
- 作曲：三木たかし、宮川彬良(マコの物語、ここは霊界空港)
- 振付：謝珠栄、加藤敬二
- 衣裳：森英恵(1987,2017)、大栗未来(2000〜)、松生紘子(2017)

### 歴代キャスト（キャスティングのみも含む）
- ピコ：保坂知寿、坂本里咲、井料瑠美、堀内敬子、濱田めぐみ、樋口麻美、増本藍、木村花代、吉沢梨絵[2]、真家瑠美子、岡村美南、四宮吏桜(元Rev.from DVL)
- マコ：荒川久美恵、伊東恵里、野村玲子、鈴木京子、堀内敬子、樋口麻美、木村花代、村田恵理子、中村友里子、紗乃めぐみ、花田えりか、苫田亜沙子、高木美果、南めぐみ、勝田理沙、吉田千恵、服部ゆう、奥平光紀、土居愛実、笠松はる、堤梨菜、中村ひより
- マコの母：志村幸美、西島美子、木村不時子、末次美沙緒、村田知嘉子、早水小夜子、横山幸江、織笠里佳子、竹原久美子、重水由紀、白木美貴子、あべゆき、野村玲子、坂本里咲
- メソ：荒川務、佐藤秀樹、中嶋徹、熱海将人、道口瑞之、有賀光一、飯村和也、藤原大輔、大空卓鵬、厂原時也、松本悠作、山科諒馬、岡施孜
- デビル：光枝明彦、野中万寿夫、味方隆司、川原洋一郎、道口瑞之、荒川務、下村青、坂本岳大
- エンジェル：堀米聰、芥川英司、熱海将人、八巻大、古谷直通、原慎一郎、鈴木涼太、有賀光一、藤原大輔、石井雅登、川島創、桑島ダンテ、権頭雄太朗、政田洋平
- 部長：浜畑賢吉、川地啓友、広瀬明雄、田中廣臣、菊池正、宮川智之、澁谷智也、三遊亭究斗
- 暴走族：沢木順、芝清道、深水彰彦、坂本剛、阿久津陽一郎、松島健市郎、吉原光夫、西尾健治、韓盛治、大塚俊、龍澤虎太郎、野島直人、近藤真行
- ヤクザ：野中万寿夫、吉原光夫、深水彰彦、金久烈、和田一詩、加藤敬二
- 老人：立岡晃、吉谷昭雄、広瀬明雄、織田修二、高橋征郎、山口嘉三
- 老婦人：斉藤昭子、木村不時子、丹靖子、菅本烈子、佐和由梨、坂本里咲、服部幸子
- 夢の配達人：市村正親、下村尊則(現：下村青)、山口正義、荒川務、北澤裕輔、栗原英雄、味方隆司、飯野おさみ、新木啓介、天野陽一、道口瑞之、高井治、近藤真行、鈴木涼太

### ミュージカル・ナンバー
1. 夢を配る
2. いつも夢見て
3. 遊園地のパレード　※初期は、夜の遊園地
4. ガイコツダンス　※初期のみ
5. 冷たい手　※初期は、マコの物語[3]
6. マコの物語
7. 神様お願い
8. お願いピコ
9. 二人の世界
10. ここは霊界空港
11. ぼくのいきさつ
12. メソの悲しみ
13. メソの過ち
14. 夢を配る（リプライズ）
15. ぼくのいきさつ（リプライズ）
16. 煉獄のおいらたち〜部長
17. 煉獄のおいらたち〜暴走族
18. 煉獄のおいらたち〜ヤクザ
19. 誰でもないあたし
20. あなたのために
21. マコを捜せ
22. 愛をありがとう
23. 素晴らしい一日
24. 行かないで
25. 二人の世界（リプライズ）

### 上演記録
- 1987年6月2日〜6月23日 - 日生劇場（東京初演）
- 1987年6月〜8月 - 全国公演（全国各地で初演）
- 1987年9月2日〜9月21日 - 日生劇場（東京凱旋）
- 1987年9月〜10月 - 全国公演（全国各地で凱旋）
- 1988年9月17日〜10月7日 - 銀座セゾン劇場（東京3回目）
- 1989年1月5日〜1月30日 - 銀座セゾン劇場（東京4回目）
- 1989年3月〜5月 - 全国公演（全国各地で3回目）
- 1989年11月6日～11月29日- 近鉄劇場（大阪初演）
- 1993年11月2日〜11月9日 - 青山劇場（東京5回目）
- 1993年12月25日〜1994年1月18日 - 近鉄劇場（大阪再演）
- 1994年2月9日〜3月27日 - 青山劇場（東京6回目）
- 1994年8月3日〜8月28日 - 札幌JRシアター（札幌初演）
- 1997年11月11日〜12月14日 - MBS劇場（大阪3回目）
- 1998年1月〜7月 - 全国公演（全国各地で4回目）
- 2000年3月8日〜4月9日 - 福岡シティ劇場（福岡初演）
- 2000年10月20日〜12月17日 - JR東日本アートセンター四季劇場［秋］（以下、四季劇場［秋］。東京7回目）
- 2002年1月6日〜2月17日 - 新名古屋ミュージカル劇場（名古屋初演）
- 2003年7月19日〜9月20日 - 大阪MBS劇場（大阪4回目）
- 2003年10月25日〜12月28日 - 四季劇場［秋］（東京8回目）
- 2005年3月21日〜8月6日 - 四季劇場［秋］（東京9回目）
- 2006年5月27日〜8月27日 - 京都劇場（京都初演）
- 2006年9月16日〜12月24日 - 新名古屋ミュージカル劇場（名古屋凱旋）
- 2007年3月1日〜3月31日 - 福岡シティ劇場（福岡凱旋）
- 2007年5月19日〜9月17日 - 全国公演（全国各地で5回目）
- 2008年8月14日〜9月21日 - 四季劇場［秋］（東京10回目）
- 2009年1月20日〜2月28日 - 京都劇場（京都凱旋）
- 2009年7月12日〜8月9日 - 四季劇場［秋］（東京11回目）
- 2011年3月20日〜5月15日 - 四季劇場［秋］（東京12回目）
- 2011年5月28日〜8月28日 - 新名古屋ミュージカル劇場（名古屋3回目）
- 2011年9月18日〜12月21日 - 全国公演（全国各地で6回目）
- 2012年6月12日〜8月12日 - 大阪四季劇場（大阪5回目）
- 2012年8月23日〜9月22日 - 四季劇場［秋］（東京13回目）
- 2013年7月21日〜9月1日 - 四季劇場［秋］（東京14回目）
- 2017年6月9日～6月22日 - 自由劇場（浅利慶太プロデュース公演・東京15回目）
- 2021年5月21日～6月6日 - 自由劇場（浅利演出事務所主催公演・東京16回目）
- 2023年10月30日～11月19日 - 自由劇場（浅利演出事務所主催公演・東京17回目）

### その他

#### 演出変更
1. 旧演出では「お化け屋敷」のシーンでガイコツダンスと呼ばれる場面とピコが歌う歌が1曲あった。新演出変更に伴い、場面が削除された。
2. 運動器具であるラートが利用されるようになった。
3. 書類検索シーンで、かつては図書検索方式だったものがパソコン検索が併用されている。
4. 霊界空港の職員は男性のみだったが、女性も加わった。
5. 部長に関する設定やテーマ曲が大きく変わっている。
6. 2017年の浅利慶太プロデュース公演では、1987年から2000年までの衣裳を再現したものが多く使用され、「二人の世界」や、「誰でもないあたし」などのダンスも一部変更された。また、メソに対する設定が受験に失敗した男の子へと戻る、ロビーパフォーマンスがなしになる、初めの配達人の登場シーンは自由劇場の広さの点から幕の一部が開いて出てくる、など様々な点で変更があった。

#### ロビー・パフォーマンス
2000年の福岡公演の時より、「劇場に入った時から夢の世界を楽しむことが出来るように」との意図から、一幕開始前に劇場前及びロビーにおいて、役者によるパフォーマンスが行われている。通常、劇団四季の公演では客席内の写真撮影は、上演中はもちろん上演時間外においても禁止されているが、パフォーマンス中は写真・ビデオ撮影が許される。各パフォーマンスは以下の通りである（公演地により変更あり）。
- 足長ピエロ - 劇場前に竹馬を利用したピエロが登場する。
- ハンドベル演奏 - 小人三人組によるハンドベル演奏。
- タップダンス - オモチャの兵隊によるタップダンスの披露と、客に対するタップ指導。
- 輪投げコーナー - 輪投げに成功すると粗品がもらえる。
- 手回しオルガン - 手回しオルガン奏者が劇場内を回遊する。
- 謎の人物
- マリオネット

など

### CD
これまでに2枚のCDが発売されている。
- 劇団四季ミュージカル 夢から醒めた夢（1988年、ポニーキャニオン）
- 劇団四季オリジナルミュージカル　夢から醒めた夢 （2002年、劇団四季）

### DVD
- 劇団四季ミュージカル 夢から醒めた夢（2011年、NHKエンタープライズ）